# Fishing River Township (comté de Clark, Missouri)
Fishing River Township est un ancien township du comté de Clay dans le Missouri, aux États-Unis,.
Il est fondé en 1821 et baptisé en référence à la rivière du même nom (en).

## Source de la traduction
- (en) Cet article est partiellement ou en totalité issu de l’article de Wikipédia en anglais intitulé « Fishing River Township, Clay County, Missouri » (voir la liste des auteurs).